# Creative Commons
Creative Commons (kratica CC, slov. ustvarjalna gmajna) je neprofitna organizacija, ki si prizadeva za povečanje števila avtorskih del, ki bi bila na voljo drugim, za legalno razširjanje in uporabo. Projekt ponuja licence, ki natančno opredeljujejo pogoje uporabe del. V Sloveniji za to skrbi projekt Creative Commons Slovenija, ki je bil ustanovljen 29. oktobra 2005.

## Zgodovina
Organizacijo so v Ameriki leta 2001 ustanovili Lawrence Lessig, Hal Abelson in Eric Eldred s podporo Centra za javno domeno. Prvi članek o CC je napisal Hal Plotkin februarja 2002. Prvi komplet licenc je bil izdan decembra 2002. CC vodi odbor direktorjev. Januarja 2016 je obstajalo po oceni 1,1 milijarde del, licenciranih z različnimi CC licencami. Marca 2015 je bilo na Flickrju več kot 306 milijonov CC licenciranih fotografij.

## Namen in vpliv
Licence so del gibanja copyleft, ki si prizadeva podpreti izgradnjo javne domene z zagotavljanjem alternative privzetemu »vse pravice pridržane« in so imenovane »nekatere pridržane pravice«. CC je zagotovil institucionalno, praktično in legalno podporo za posameznike in skupine, z željo eksperimentirati in komunicirati s kulturo bolj svobodno.

## Vrste licenc[2]
Creative Commons ponuja 6 vnaprej pripravljenih licenc, ki se med seboj razlikujejo po pogojih uporabe del. 
Pogoji: 
- Priznanje avtorstva (Attribution)

- Nekomercialno (Noncommercial)

- Brez predelav (No Derivative Works)

- Deljenje pod istimi pogoji (Share Alike)

Ko avtor izbere naštete pogoje, se zgenerira ena izmed naslednjih 6 licenc:
1. licenca: "priznanje avtorstva" + "nekomercialno" + "brez predelav" Uporabnikom se dovoli brez predelave avtorskega dela reproduciranje, distribuiranje, dajanje v najem in priobčitev javnosti samega izvirnega avtorskega dela, pod pogojem, da navedejo avtorja in da ne gre za komercialno uporabo.
2. licenca: "priznanje avtorstva" + "nekomercialno" + "deljenje pod istimi pogoji" Ta licenca dovoli uporabnikom avtorsko delo in njegove predelave reproducirati, distribuirati, dajati v najem, priobčiti javnosti in predelovati samo pod pogojem, da navedejo avtorja, da ne gre za komercialno uporabo in da tudi oni naprej širijo izvirna dela/ predelave pod istimi pogoji. Razlika med 1. in 2. licenco je v tem, da lahko pri 2. licenci uporabniki avtorsko delo predelujejo in spreminjajo, vendar ga morajo širiti naprej pod istimi pogoji.
3. licenca: "priznanje avtorstva" + "nekomercialno" Uporabnikom se s to licenco dovoli nekomercialno reproducirati, distribuirati, dajati v najem, priobčiti javnosti in predelovati avtorsko delo in njegove predelave, morajo pa navesti avtorja. Od 1. licence se 3. razlikuje v tem, da se pri slednji delo lahko predeluje in spreminja. Od 2. licence pa se razlikuje v tem, da tu ni treba licencirati avtorskega dela/ predelave dela pod istimi pogoji.
4. licenca: "priznanje avtorstva" + "brez predelav" Sama izvirna avtorska dela, brez predelav, pod to licenco lahko uporabniki reproducirajo, distribuirajo, dajejo v najem in priobčijo javnosti pod pogojem, da navedejo avtorja in dela ne spreminjajo. Od 1. licence se 4. razlikuje v tem, da je pri uporabi slednje licence dovoljena komercialna uporaba avtorskega dela.
5. licenca: "priznanje avtorstva" + "deljenje pod istimi pogoji" Licenca dovoli uporabnikom reproduciranje, distribuiranje, dajanje v najem, javno priobčitev in predelavo avtorskega dela, če navedejo avtorja in širijo avtorsko delo/ predelavo naprej pod istimi pogoji. Za nova dela, ki bodo nastala s predelavo, bo tako tudi dovoljena komercialna uporaba. Od 2. licence se ta razlikuje samo v tem, da je tu dovoljena tudi komercialna uporaba dela/ predelave.
6. licenca: "priznanje avtorstva" Uporabnikom je dovoljeno, da nekomercialno reproducirajo, distribuirajo, dajejo v najem, javna priobčitev in predelava avtorskega dela, pod pogojem, da navedejo avtorja izvirnega dela.

## Podružnice
Leta 2015 je bilo več kot 100 podružnic, ki delujejo v več kot 70 državnih zakonodajah za podporo in promocijo CC aktivnosti v svetu.

### Creative Commons Slovenija
V Sloveniji je v letu 2005 za adaptacijo licenc slovenskemu pravnemu redu in jeziku poskrbel Inštitut za intelektualno lastnino.